# دراگا اولتانو ماتئی
دراگا اولتانو ماتئی (رومانیایی: Draga Olteanu Matei؛ ‏ تلفظ رومانیایی: [ˈdraɡa olˈte̯anu maˈtej]؛ ‏ ۲۴ اکتبر ۱۹۳۳ – ۱۸ نوامبر ۲۰۲۰) بازیگر اهل رومانی بود.
از فیلم‌ها یا برنامه‌های تلویزیونی که وی در آن نقش داشته‌است، می‌توان به یاغی‌ها، انفجار، عمو مارین میلیاردر، بمبی دزدیده شد، امشب در خانه خواهیم رقصید و استفن کبیر - واسلویی ۱۴۷۵ اشاره کرد.